# 中华人民共和国性文化

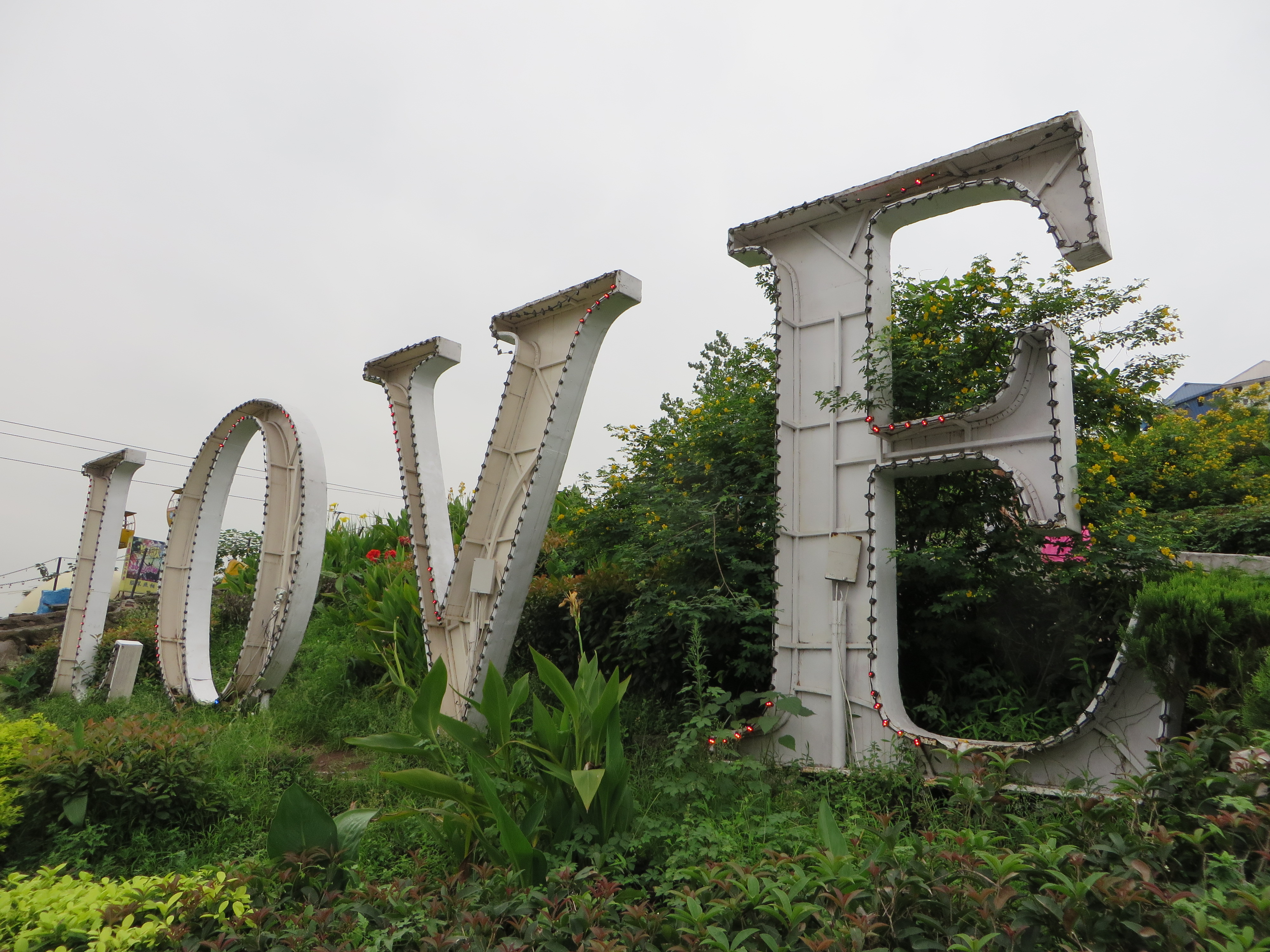
原定于2009年10月开放的重庆性公园的标志“LOVE”。

中华人民共和国性文化在改革开放之后，中华人民共和国的性态度、性行为、性意识和性关系有了显著的变化，这些变化表现在公共论坛上可以容纳关于性文化的不同意见和看法，但是不包括以下性方面的转变：分居和婚姻；网恋和一夜情；同性恋和双性恋；女权意识和女性性需求更加直白表露；色情业；互联网成人网站等。
由这些变化和转变可以看出，中华人民共和国不再严格控制个人性行为，性也由传统保守型转变为特色的和符合法律法规的。  在减少管制性行为之后，中华人民共和国的性文化获得了自由的气息，越来越多的人认为性自由是他们的一项基本权利，因而每个人都有自由和权力去追求自己的性福。另一方面，性压迫（特别是针对女性的），仍普遍存在，与性自由共生。片面要求女性守贞的传统贞操观（处女情结、女性守节从一而终、男女授受不亲等）仍深刻影响社会文化:75。同时，男性以非法手段竞相追逐“占有”处女（买处、嫖幼）亦是常见现象。

## 历史

### 建国初期
1840年以来，中国的知识分子在认识到西方与中国的强烈差距以后，开始反思、反对“中华文化的传统陋习”。这一思潮直接导致毛泽东引领的中国共产党建立政权后在中国建立起类似于清教徒式的社会。对清规式道德的重视直接带来了社会氛围中的性壓抑。

### 文革期间
文化大革命期间占主导地位的极左思想和政治色彩浓厚的集体主义活动使得性欲成为斗私批修的批斗对象。个人的性被压迫，取而代之的是“革命理想”，婚前性行为和婚外情被认为是不道德的和值得批判的，同性恋则是非法的“流氓行为”。但在紧绷的集体政治氛围下，性欲实际上并未得到遏制反而病态滋长。文革期间，性甚至被作为一个政治工具用来攻击对手，掳取权利。 “性、错、罪”是列为当时的男女作风问题之首。

### 改革开放
改革开放之后特别是1990年代起，中国政府逐渐减少了对性的管制和控制，性问题和生活方式不再被当做政治问题看待，并且不列为政治领域，因而性避免了法律法规的严格管制和道德谴责。政府在减少对性的干涉和控制之后，加强了性市场资源的开发，开启了多种多样的性生活，并且把性列为人权之一。
1980年代早期，中华人民共和国社会就性文化举行了各种各样的辩论会，但讨论仍然不时受到意识形态的影响，1983年，中国大陆再次全面启动清除精神污染运动。在同年起开展的“严打”中，一些婚前性行为和其他仅属于道德问题的性行为还被以“流氓罪”的罪名进行制裁。
1997年，《中华人民共和国刑法》修订，废除足以对同性性行為和部分婚前性行为进行惩处的“流氓罪”，从而实现同性性行为和大多数婚前性行为的非刑罪化。
2003年10月，政府简化了结婚和离婚的过程，婚姻规定，“童贞”不再是女人和男人的义务，不再在乎是否是处女和处男，新原则反映了政府尊重婚姻自由和保护人权，以更加科学理性的眼光看待性。
与此同时，一些社会政策也起到了巨大的作用，例如，计划生育不再是作为一个控制人口的政策，男性和女性不再把生孩子当做性行为的乐趣，性行为完全成为一个追求生理和心理享受的行为。

#### 稳定的经济发展和消费
在新时期，中华人民共和国的经济取得了长足发展，大城市的物质财富富足和生活质量的提高促使人们对性的认识和看法发生了转变，各种各样的性用品在市场允许公开出售；各式各样的性展览会在大城市举行；媒体和电影电视剧放宽了性的限制级别；公共场合的情侣接吻、愛撫等亲热行为别人看到后不再唏嘘一声而避开；大城市的校园里也出现了避孕套自动出售机；性教育信息可以在网络上自由的流通和阅读，性不再是一个禁忌话题和“洪水猛兽”。
同时，男同性恋和女同性恋也公开地表露和追求自己的性，并且要求政府早日立法，规范同性恋法律法规。  在一个稳定发展经济和文化繁荣的社会，强调个人的性享受和尊重多样性分化已经逐步走向完全成熟。

#### 增长的中产阶层
当代中华人民共和国社会变革的巨大变化和社会分层的重组之后，最重要的特征之一是白领工人的崛起和中华人民共和国新兴的中产阶级，新中产阶级倾向于强调他们的个人幸福和更关注自己的生活质量。
中产阶层基本上是“双收入，没孩子”，即家庭、单身团体、同居男女，他们热衷于酒吧、KTV、夜店和聚会。经济增长和上升使得中产阶级的性解放了。

#### 全球化
自从中华人民共和国实行改革开放的国策融入全球化之后，中华人民共和国的公民也开始陆续出国出境，意味着信息共享、产品共享、资本流动和价值分享，性权利、性别平等、性人权也开始日益增长，生殖健康和艾滋病预防也日益严峻。

### 媒体和互联网的作用
媒体是中华人民共和国性革命的助推剂，互联网则是促进器，通过知识共享的平台，使得越来越多的人和越来越多的声音出现。互联网为人民约会、寻找情侣、组织线下活动、性知识、性教育提供了一个强大数据来源。

## 性开放与性压迫
在中文中，“性开放”和“性革命”这个词组被用来形容中华人民共和国性方面取得的进步和发展，“全球化的性文化登陆中国”，在中国城市化进程中，性开放给了人们更多的私人空间和自由空间，给上班族享受性带来的激情、放松和快感。
互联网给性开放提供了强大的支持，人们写博客、发帖子、聊QQ，寻觅爱情和性，不过，网络审查仍然是一个问题，成人电影网站、碟片、书籍不能在中国大陆的市场上出现和出售，仅限于香港和澳门。
与性开放相对，性压迫，尤其是指对女性的性压迫仍普遍存在。同时，中国男性对性开放的态度往往呈现出一种近乎“只许州官放火，不许百姓点灯”的自相矛盾。如一篇2007年有关于大学生群体的文章指，“男大学生比女大学生更为开放和支持”婚前性行为，但男大学生却更在意女性伴侣是否是处女。大部分对“‘假设’的情况或旁观他人”非处女可以理解，但自身仍在意伴侣是否是处女，存在处女情结:75。2000年代后，在低生育率和人口老龄化的境遇下，中国社会中逐渐有声音号召女性回归家庭，而又不承认家庭主妇的劳动价值。在此背景下，要求女性守贞、婚姻从一而终的言论此起彼伏。各类压迫女性、违背法律、突破道德底线的言论开始以“女德”的名义存在。但官方和主流舆论对此类思想并不支持，更有观点批评其是束缚女性、奴役女性、压迫女性的歪理邪说。

## 艾滋病和性
越来越开放的性也滋生了艾滋病的泛滥成灾，这已经成为困扰中华人民共和国政府的一个日益严重问题，政府意识到性开放是一把双刃剑，既提供了机遇，也提供了风险，2005年夏天，中国中央电视台公开讨论了艾滋病和同性恋的问题，学者、专家、同性恋者一起出席开始面对艾滋病日益猖獗的现实问题。
性开放为艾滋病滋生了温床，政府和民间组织不得不花费更多的投入来解决艾滋病的传播和泛滥的问题。

### 书目
- （英文）Evans Harriet (1997) 《Women and Sexuality in China: Dominant Discourses of Female Sexuality and Gender Since 1949》. ISBN 0-7456-1398-5
- （英文）Elaine Jeffreys (editor) (2006) 《Sex and Sexuality in China》. ISBN 0-415-40143-7

## 外部連結
- Sexuality in China today（页面存档备份，存于）
- YouTube China's Sexual Revolution